# Вікторія (протока)
Вікторія (англ. Victoria Strait) — протока в Канадському Арктичному архіпелазі, що відокремлює острів Вікторія від острова Кінг-Вільям

## Географія
Розташована в північно-західній частині Канади. Береги протоки повністю лежать на території Нунавуту. З'єднує затоку Квін-Мод, розташовану на півдні, з протокою Франклін на північному сході та протокою Мак-Клінток на північному заході. Ширина протоки коливається від 80 до 130 км, довжина становить 160 км. Біля південного входу в протоку розташовані острови Дженні-Лінд і Роял-Джеографікал-Сосайєті. Протока є частиною одного з маршрутів проходження Північно-Західним морським шляхом з Атлантичного до Тихого океану через протоки Ланкастер, Барроу, Піл, Франклін, затоку Ларсен, протоку Вікторія, затоку Квін-Мод, протоку Діз, затоку Коронейшен, протоку Долфін-енд-Юніон, затоку Амундсена.
Більшу частину року покрита льодом, причому частина важких арктичних льодів приноситься із затоки Вайкаунт-Мелвілл через протоку Мак-Клінток, істотне танення льоду починається лише наприкінці липня, знову замерзати починає наприкінці вересня.

## Історія
1845 року експедиція англійського полярного дослідника Джона Франкліна на двох кораблях («Еребус» і «Терор») загинула у льодах протоки Вікторія на північний захід від острова Кінг-Вільям. Зі 128 осіб експедиції не врятувався ніхто. Першим кораблем, що пройшов протокою, став 1967 року криголам «Джон А. Макдональд».
Як і острів, південно-східний берег якого вона омиває, протока отримала свою назву на честь англійської королеви Вікторії.